# Toxikologi

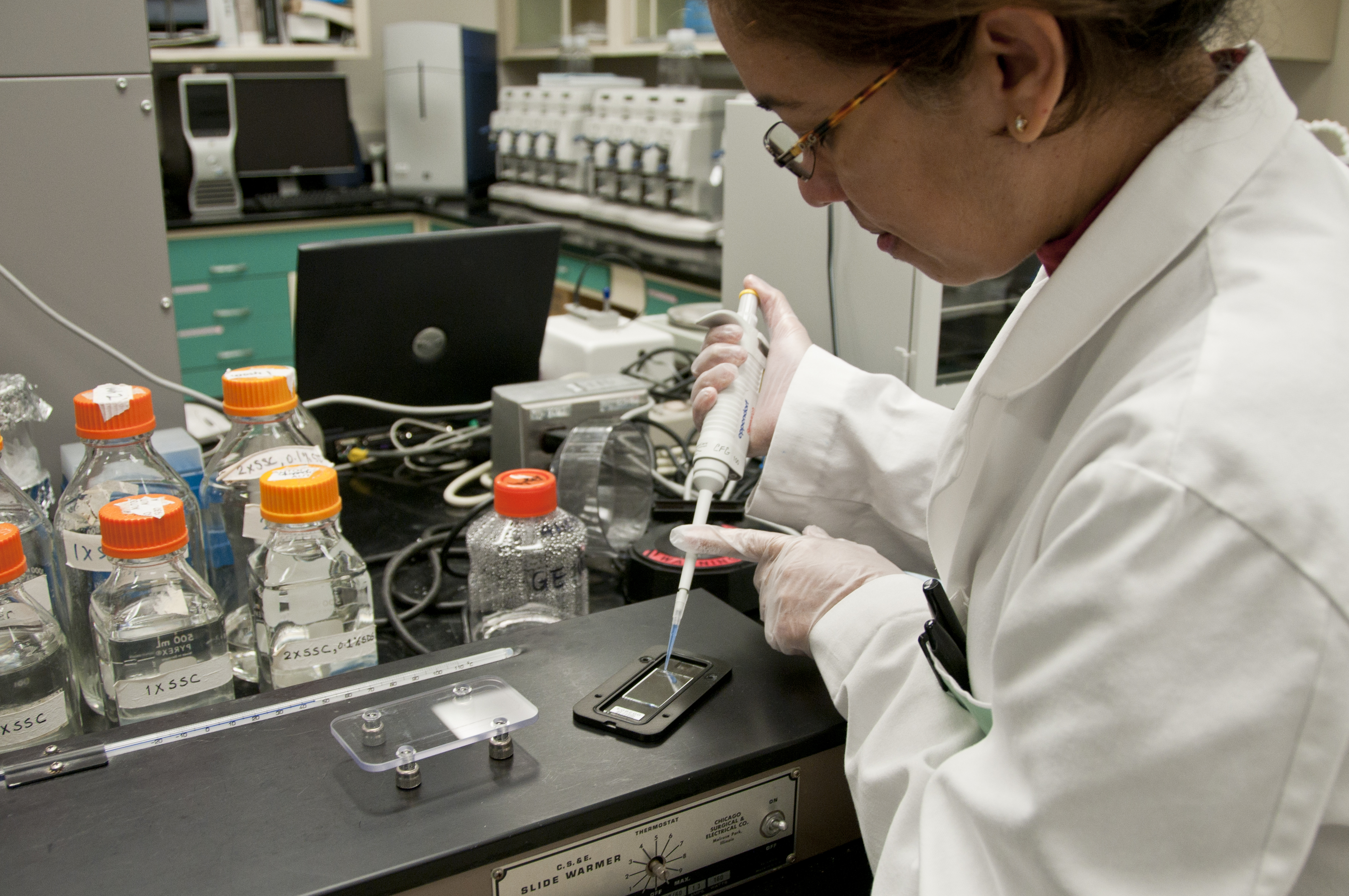
Toxikologi

Toxikologi, läran om gifterna (sammansatt av de grekiska orden toxicos "giftig" och logos), är en vetenskapsgren inom biologi och medicin som är nära besläktad med farmakologi. Till skillnad från farmakologin så studeras olika kemikaliers giftverkan på andra levande organismer, speciellt dess giftverkan på människan. Det viktigaste kriteriet för ett ämnes giftighet är dosens storlek. Om dosen är tillräckligt stor får i stort sett alla ämnen en viss toxisk verkan.
Många ämnen som räknas som giftiga, är endast giftiga indirekt eftersom deras metaboliter är toxiska. Ett exempel är träsprit eller metanol, som i sig inte är giftigt, men som metaboliseras till giftig formaldehyd och myrsyra i levern. Vissa läkemedel blir toxiska vid omvandling i levern. Ett exempel är paracetamol, som förekommer i värktabletter. Vid överdoser bildar paracetamol en giftig metabolit som skadar levern.
Olika individer är olika känsliga för många ämnen, beroende på genetisk variation i vissa leverenzymer.

## Historia

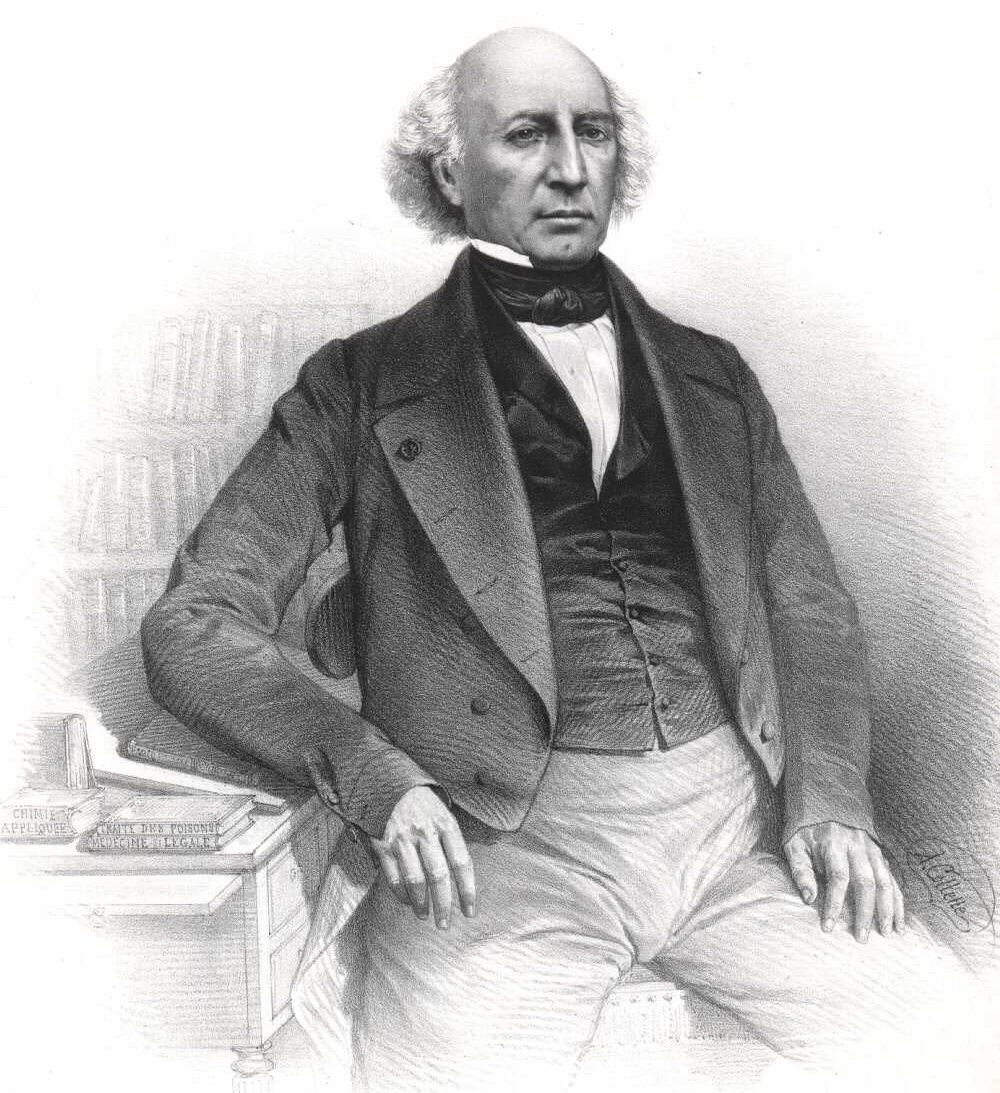
Litografi av Mathieu Orfila

Pedanius Dioskorides, en grekisk läkare vid domstolen för den romerska kejsaren Nero, gjorde det första försöket att klassificera växter enligt deras toxiska och terapeutiska effekt. Ibn Wahshiyya skrev boken Book on Poisons på 900- eller 1000-talet. Detta följdes upp 1360 av Khagendra Mani Darpana.
Mathieu Orfila betraktas som en nutida fader för toxikologi, efter att ha gett ämnet sin första formella behandling 1813 i hans Traité des poisons, även kallad Toxicologie générale.
År 1850 blev Jean Servais Stas den första personen som framgångsrikt isolerade växtgifter från mänsklig vävnad. Detta gjorde det möjligt för honom att identifiera användningen av nikotin som ett gift i Bocarmé-mordfallet, vilket gav de bevis som behövdes för att döma den belgiske greven Hippolyte Visart de Bocarmé för att ha dödat sin svåger.
Theophrastus Phillipus Auroleus Bombastus von Hohenheim (1493–1541) (även kallad Paracelsus, för hans övertygelse om att hans studier var över eller bortom arbetet hos Aulus Cornelius Celsus - en romersk läkare från det första århundradet) betraktas också som toxikologins far. Han krediteras den klassiska toxikologiska maximalen, "All Dinge sind Gift und nichts ist ohne Gift; allein die Dosis macht, dass ein Ding kein Gift ist." som betyder "Alla saker är giftiga och ingenting är utan gift; bara dosen gör att en sak inte är giftig." Detta sammanfattas ofta som: "Dosen gör giftet" eller på latin "Sola dosis facit venenum".

## Basprinciper
Målet med toxicitetsbedömningen är att identifiera skadliga effekter av ett ämne. Biverkningar beror på två huvudfaktorer: i) exponeringsvägar (oral, inandning eller dermal) och ii) dos (exponeringens varaktighet och koncentration). För att undersöka doser testas ämnen i både akuta och kroniska modeller. I allmänhet genomförs olika uppsättningar experiment för att bestämma om ett ämne orsakar cancer och för att undersöka andra former av toxicitet.
Faktorer som påverkar kemisk toxicitet:
- Dosering
  - Både stora enstaka exponeringar (akuta) och kontinuerliga små exponeringar (kroniska) studeras.
- Exponeringsväg
  - Förtäring, inandning eller absorption av huden
- Andra faktorer
  - Arter
  - Ålder
  - Kön
  - Hälsa
  - Miljö
  - Individuella egenskaper

### Evidensbaserad toxikologi
Disciplinen evidensbaserad toxikologi strävar efter att öppet, konsekvent och objektivt bedöma tillgängliga vetenskapliga bevis för att besvara frågor i toxikologi, studien av de negativa effekterna av kemiska, fysiska eller biologiska agenser på levande organismer och miljön, inklusive förebyggande och förbättring av sådana effekter. Evidensbaserad toxikologi har potential att ta itu med oro i det toxikologiska samhället om begränsningarna i de nuvarande metoderna för att bedöma vetenskapens tillstånd. Dessa inkluderar problem relaterade till insyn i beslutsfattande, syntes av olika typer av bevis och bedömning av partiskhet och trovärdighet. Evidensbaserad toxikologi har sina rötter i den större rörelsen mot evidensbaserad praxis.

## Försöksmetoder
Toxicitetsexperiment kan genomföras in vivo (med användning av hela djuret), in vitro (testning på isolerade celler eller vävnader) eller in silico (i en datorsimulering).

### Djurförsök
Det klassiska experimentella verktyget för toxikologi är att testa på djur. Exempel på modellorganismer är större vaxmott, som kan ersätta små däggdjur och zebrafisk, som möjliggör studier av toxikologi i ett lägre ordförande ryggradsdjur in vivo. Från och med 2014 ger sådana djurförsök information som inte är tillgänglig på andra sätt om hur ämnen fungerar i en levande organism. Användningen av djur för toxikologitestning motarbetas av vissa organisationer av djurskyddsskäl och det har under vissa omständigheter begränsats eller förbjudits i vissa regioner, till exempel försök med kosmetik i Europeiska unionen.

### Alternativa försöksmetoder
Även om tester i djurmodeller fortfarande är en metod för att uppskatta mänskliga effekter, finns det både etiska och tekniska problem med djurförsök.
Sedan slutet av 1950-talet har toxikologifältet försökt att minska eller eliminera djurförsök under rubriken "Three Rs" - minska antalet experiment med djur till det minsta nödvändiga; förfina experiment för att orsaka mindre lidande och ersätta in vivo-experiment med andra typer, eller använda enklare livsformer när det är möjligt.
Datormodellering är ett exempel på alternativa testmetoder; med hjälp av datormodeller av kemikalier och proteiner kan struktur-aktivitetsförhållanden fastställas och kemiska strukturer som sannolikt binder till och stör störande proteiner med väsentliga funktioner kan identifieras. Detta arbete kräver expertkunskap inom molekylär modellering och statistik tillsammans med expertbedömning inom kemi, biologi och toxikologi.
År 2007 publicerade den amerikanska The National Academy of Sciences en rapport vid namn "Toxicity Testing in the 21st Century: A Vision and a Strategy" som öppnade med ett uttalande: "Förändring innebär ofta en viktig händelse som bygger på tidigare historia och öppnar dörren till en ny era. Pivotala händelser inom vetenskapen inkluderar upptäckten av penicillin, belysningen av dubbel helix av DNA och utvecklingen av datorer... Toxicitetstest närmar sig en sådan vetenskaplig pivotpunkt. Det är beredd att dra nytta av revolutionerna i biologi och bioteknik. Framsteg inom toxicogenomik, bioinformatik, systembiologi, epigenetik och beräkningstoxikologi kan omvandla toxicitetstestning från ett system baserat på djurförsök till en baserad huvudsakligen på in vitro-metoder som utvärderar förändringar i biologiska processer med användning av celler, cellinjer eller cellulära komponenter, helst av mänskligt ursprung." Från 2014 var denna vision fortfarande orealiserad.
I vissa fall har övergången från djurstudier fått lag eller förordningar. Europeiska unionen (EU) förbjöd användning av djurförsök för kosmetika 2013.

## Dosresponskomplexiteter
De flesta kemikalier visar en klassisk dosresponskurva - vid en låg dos (under en tröskel) observeras ingen effekt. Vissa visar ett fenomen som kallas tillräcklig utmaning - en liten exponering producerar djur som "växer snabbare, har bättre generellt utseende och pälskvalitet, har färre tumörer och lever längre än kontrolldjuren". Några kemikalier har ingen väldefinierad säker exponeringsnivå. Dessa behandlas med särskild omsorg. Vissa kemikalier utsätts för bioackumulering eftersom de lagras i snarare än att utsöndras från kroppen; dessa får också särskilt hänsyn.
Flera åtgärder används vanligen för att beskriva toxiska doser beroende på graden av effekt på en organisme eller en population, och vissa är specifikt definierade av olika lagar eller organisatorisk användning. Dessa inkluderar:
- LD50 = Median dödlig dos, en dos som dödar 50% av en exponerad population
- NOEL = Ingen observerad-effektnivå, den högsta dosen känd för att inte visa någon effekt
- NOAEL = Ingen observerad-negativ effekt-nivå, den högsta dosen känd för att inte visa några negativa effekter
- PEL = Tillåten exponeringsgräns, den högsta koncentration som är tillåten enligt US OSHA-föreskrifter
- STEL = Kortvarig exponeringsgräns, den högsta tillåtna koncentrationen under korta tidsperioder, i allmänhet 15–30 minuter
- TWA = Tidsviktat medelvärde, den genomsnittliga mängden av ett agens koncentration under en viss tidsperiod, vanligtvis 8 timmar.
- TTC = Threshold of Toxicological Concern, har fastställts för beståndsdelarna av tobaksrök[31]

## Typer

### Medicinisk toxikologi
Medicinsk toxikologi är den disciplin som kräver läkarstatus (MD- eller DO-examen plus specialutbildning och erfarenhet).

### Klinisk toxikologi
Klinisk toxikologi är den disciplin som inte bara kan utövas av läkare utan även annan hälso- och sjukvårdspersonal med en magisterexamen i klinisk toxikologi: sjuksköterskor, apotekare och annan hälso- och sjukvårdspersonal.

### Rättsmedicinisk toxikologi
Rättsmedicinsk toxikologi är den disciplin som använder sig av toxikologi och andra discipliner som analytisk kemi, farmakologi och klinisk kemi för att underlätta medicinsk eller juridisk undersökning av dödsfall, förgiftning och droganvändning. Den primära oro för kriminaltoxikologi är inte det rättsliga resultatet av den toxikologiska undersökningen eller den teknik som används, utan snarare uppnåendet och tolkningen av resultaten.

### Beräkningstoxikologi
Beräkningstoxikologi är en disciplin som utvecklar matematiska och datorbaserade modeller för att bättre förstå och förutsäga negativa hälsoeffekter orsakade av kemikalier, till exempel miljöföroreningar och läkemedel. Inom toxikologi i 21st Century-projektet, identifierades de bästa prediktiva modellerna Deep Neural Networks, Random Forest och Support Vector Machines, som kan uppnå prestandan för in vitro-experiment.

## Toxikologi som yrke
En toxikolog är forskare eller annan medicinsk personal som specialiserat sig på studier av symtom, mekanismer, behandlingar och upptäckt av venom och toxiner; särskilt förgiftningen av människor.

### Krav
För att arbeta som toxikolog bör man ha en examen i toxikologi eller en relaterad examen som biologi, kemi, farmakologi eller biokemi. Kandidatxamen i toxikologi täcker kemisk sammansättning av gifter och deras effekter på biokemi, fysiologi och ekologi. Efter att introduktionskurserna i livsvetenskaperna är avslutade, registrerar studenter vanligtvis laboratorier och tillämpar toxikologiska principer för forskning och andra studier. Avancerade studenter studerar specifika sektorer, som läkemedelsindustrin eller brottsbekämpning, som tillämpar toxikologiska metoder i sitt arbete. Society of Toxicology (SOT) rekommenderar att studenter på forskarskolor som inte erbjuder en kandidatexamen i toxikologi överväger att uppnå en examen i biologi eller kemi. Dessutom uppmuntrar SOT  toxikologer att ta kurser i statistik och matematik, samt att skaffa sig erfarenhet av laboratorier genom laboratoriekurser, studentforskningsprojekt och praktikplatser.

### Plikter
Toxikologer utför många olika uppgifter inklusive forskning inom det akademiska, ideella och industriella området, produktsäkerhetsutvärdering, konsultation, public service och juridisk reglering. För att undersöka och bedöma effekterna av kemikalier utför toxikologer noggrant utformade studier och experiment. Dessa experiment hjälper till att identifiera den specifika mängden av en kemikalie som kan orsaka skada och potentiella risker för att vara nära eller använda produkter som innehåller vissa kemikalier. Forskningsprojekt kan variera från att bedöma effekterna av giftiga föroreningar i miljön till att utvärdera hur det mänskliga immunsystemet reagerar på kemiska föreningar inom farmaceutiska läkemedel. Medan toxikologers grundläggande uppgifter är att bestämma effekterna av kemikalier på organismer och deras omgivningar, kan specifika arbetsuppgifter variera beroende på industri och sysselsättning. Till exempel kan kriminaltekniska toxikologer leta efter giftiga ämnen i en brottsplats, medan toxikologer i vattenmiljöer kan analysera toxiciteten i vattendrag.

### Kompensation
Lönen för jobb inom toxikologi beror på flera faktorer, inklusive utbildningsnivå, specialisering, erfarenhet. US Bureau of Labor Statistics (BLS) konstaterar att jobb för biologiska forskare, som i allmänhet inkluderar toxikologer, förväntades öka med 21% mellan 2008 och 2018. BLS konstaterar att denna ökning kan bero på forskning och utvecklingstillväxt inom bioteknik, liksom budgetökningar för grundläggande och medicinsk forskning inom biologisk vetenskap.

## Etymologi
Ordet toxikologi är en nyklassisk förening från ny latin, först intygad cirka 1799, från de kombinerande formerna toxiko- + -logi, som i sin tur kommer från de antika grekiska orden τοξικός toxikos, "giftiga", och λόγος-logos, "ord, lära").

## Olika toxin
- abrin
- adolapin - bin, inhiberar COX
- aflatoxin
- agitoxin
- α-toxin - scorpioner
- amatoxin - vit flugsvamp
- apamin - bin
- arsenik
- batrachotoxin - pilgiftsgrodor
- bensen
- beta-toxin - scorpioner
- botulinumtoxin - Clostridium Botulinum
- bufotoxin
- α-bungarotoxin
- charybdotoxin - scorpioner
- ciguatoxin
- conotoxin
- curare
- cyanid
- dendrotoxin - mamba
- dioxin (TCDD)
- exotoxin
- ibotensyra - röd flugsvamp
- latrotoxin - svarta änkan
- melittin - bin
- metylkvicksilver
- mojavetoxin - neurotoxin
- phallotoxin - flugsvamp
- ricin
- robustoxin - spindel
- saxitoxin - dinoflagellates
- tetrodotoxin - blåsfisk